# Predatoroonops peterhalli
Espèce
Predatoroonops peterhalli est une espèce d'araignées aranéomorphes de la famille des Oonopidae.

## Distribution
Cette espèce est endémique de l'État de São Paulo au Brésil,. Elle se rencontre à Itapevi, à São Paulo, à Santo André, à São José do Barreiro et à Salesópolis.

## Description
Le mâle holotype mesure 1,80 mm et la femelle paratype 2,10 mm.

## Étymologie
Comme toutes les espèces de ce genre décrites en 2012, le nom de cette espèce fait référence au film Predator en raison de l'aspect de la chélicère du mâle. Ici Kevin Peter Hall, l'interprète du predateur.

## Publication originale
- Brescovit, Bonaldo, Santos, Ott & Rheims, 2012 : The Brazilian goblin spiders of the new genus Predatoroonops (Araneae, Oonopidae). Bulletin of the American Museum of Natural History, no 370, p. 1-68 (texte intégral).